# Hundepersille
Hundepersille (Aethusa cynapium) er en én- eller toårig plante i skærmplante-familien. Det er en 5-200 centimeter høj, meget variabel urt, der nemt kendes på blomsterstandens ensidigt vendte småsvøb. Arten er den eneste i slægten Halvsvøb (Aethusa). Planten er giftig.

## Beskrivelse
Hundepersille har hule, glatte stængler, der er blåduggede og nedadtil ofte rødlige. Den er meget variabel og kan variere i højde fra 5 til 200 centimeter. Bladene er 2-3 gange fjersnitdelte med trekantet omrids og ægformede afsnit der er dybt fligede. Undersiden af bladene er skinnende blank. De hvide blomster sidder i dobbeltskærme, der har 10-20 stråler. Storsvøb mangler, mens småsvøbet er karakteristisk med 3-4 ensidigt vendte, hængende, lange og smalle svøbblade. Frugten er gullig med næsten kredsrundt omrids og brede ribber.

## Udbredelse
Arten er udbredt i Europa, Nordafrika og Vestasien.
I Danmark er Hundepersille almindelig på dyrket jord, i skov og hegn, ved bebyggelse og på affaldspladser. Den blomstrer i juni til september. På stubmarker kan ses en spæd, blot 5-15 centimeter høj, sommer-annuel form.